# Fondation fédérale allemande pour la recherche sur la dictature du SED
La Fondation fédérale pour la recherche sur la dictature du SED (en allemand : Bundesstiftung zur Aufarbeitung der SED-Diktatur) est une fondation fédérale de droit public basée à Berlin, en Allemagne. Sa mission est un travail de recherche et un travail de mémoire (Vergangenheitsbewältigung) sur la période où le Parti socialiste unifié détenait le pouvoir en République démocratique allemande (1949-1990).

## Histoire
La fondation naît le 5 juin 1998, sur la base des recommandations de deux commissions d'enquête de l1992 et 1995 intitulées : « Bilan de l'histoire et des conséquences de la dictature du SED en Allemagne ». Elle conseille et soutient des projets, des services d'archives, des associations, des scientifiques et des établissements d'enseignement, et tient un rôle de conseil et de soutien aux victimes de la dictature du SED. Par ailleurs, elle dispose de ses propres publications à des fins d'information et de recherche.

## Structure
L'organe directeur de la Fondation fédérale est le Conseil de la fondation (Stiftungsrat), élu pour une période de cinq ans et composé de 26 représentants des groupes parlementaires du Bundestag, du gouvernement fédéral et du Land de Berlin ainsi que des personnalités particulièrement impliquées dans le processus de recherche. Le conseil est dirigé par Markus Meckel, président, et Hartmut Koschyk, son adjoint. En outre, il existe un conseil exécutif (Stiftungsvorstand) qui travaille à titre honorifique, élu par le conseil de la fondation, présidé par le militant des droits civiques Rainer Eppelmann. Le conseil exécutif a un pouvoir décisionnaire pour la mise en œuvre des travaux de la fondation. Le premier conseil exécutif comprenait Rainer Eppelmann, Bernd Faulenbach, Uwe-Bernd Lühr, Ehrhart Neubert et Gerd Poppe. Depuis 2021, Rainer Eppelmann, Ralph Jessen, Anna Kaminsky, Christine Lieberknecht et Waltraud Schreiber sont membres du 5e Conseil de fondation.
La fondation est soutenue par des conseils consultatifs constitués de personnalités de la recherche sociologique, du monde de l'archivage et du milieu scientifique. La fondation est soumise au contrôle légal du délégué du gouvernement fédéral pour la Culture et les Médias.
Le bureau de contrôle du travail de la fondation travaille au nom du conseil exécutif et est dirigé par Anna Kaminsky depuis 2001.

## Mission
La fondation a pour mandat légal de promouvoir la recherche et l'évaluation complète des causes, de l'histoire et des conséquences de la dictature en zone d'occupation soviétique et en RDA, de façonner la culture du souvenir dans toute l'Allemagne, d'accompagner le processus d'unité allemande et de participer au travail réflexif sur les dictatures à l'échelle internationale.
L'objectif déclaré de la fondation fédérale est de travailler avec d'autres institutions et partenaires pour stimuler un débat d'ensemble sur les dictatures communistes en Allemagne et en Europe. La Fondation fédérale souhaite soutenir ce débat afin de sensibiliser le public aux dictatures communistes en RDA et en Europe centrale et orientale, de renforcer la perception des révolutions pour la plupart pacifiques de 1989 comme des événements marquants de l'histoire de la démocratie, et de contribuer ainsi à surmonter les conséquences de la division de l'Allemagne et de l'Europe.

## Champs de recherche
La fondation encourage les projets dans les lieux de mémoire, les initiatives citoyennes, les archives indépendantes, les associations de victimes, les États fédéraux et les municipalités, l'enseignement scientifique et politique, les écoles et autres institutions, et les soutenir tant sur le plan du contenu que sur le plan financier. En outre, elle diffuse des informations et des publications. Des tables rondes, ateliers et conférences, des restitutions de témoignages, des colloques et formations continues sont destinés à susciter des débats et des pistes de réflexion pour faire avancer le travail de mémoire par le transfert de connaissances, la communication et le conseil.
Depuis 1998, la Fondation fédérale a soutenu plus de 3 600 projets éducatifs historico-politiques, projets d'archives et de documentation, expositions, films documentaires, publications et projets d'associations de victimes de la dictature du SED. Depuis 2001, la Fondation fédérale a soutenu plus de 130 jeunes chercheurs par un programme de bourses. L'annuaire des recherches historiques sur le communisme est publié par la fondation depuis 2004.
La fondation fédérale dispose d'une bibliothèque, d'archives et d'un centre de documentation, et met à disposition des livres, des documents et d'autres matériaux, principalement sur les principaux thèmes de l'opposition et de la résistance en zone soviétique et en RDA, ainsi que sur la persécution politique et la répression. Une salle de lecture est à la disposition du public. En outre, le département des archives de la Fondation fédérale pour le travail de mémoire effectue des tâches de conseil, en particulier pour les archives de l'opposition en RDA. Le bureau de presse fournit des informations aux journalistes dans son Service de calendrier historique bimestriel.
La fondation organise le salon de l'histoire à Suhl depuis 2008.

## Financement
La Fondation fédérale a reçu 75 millions d'Euro provenant des fonds et du patrimoine du Parti socialiste unifié. Ses actifs s'élèvent à environ 77 millions d'euros. Le budget de la Fondation fédérale est financé par les intérêts générés par cette somme, et par une subvention annuelle du budget du Commissaire du gouvernement fédéral à la culture et aux médias.